# コナミ・ゲーム・ミュージック
KONAMI GAME MUSIC VOL.1（コナミ・ゲーム・ミュージックVOL.1）はコナミのゲームの曲を収録したサウンドトラック。G.M.O.レコード第二弾として1986年に発売され、サイトロンディスクより2000年に復刻されている。
音楽と同時に効果音が収録され、一部の曲はアレンジバージョンである。

## 収録曲

### SIDE A
1. ツインビー（作曲：福武茂・佐々木嘉則）
2. けっきょく南極大冒険　
  - ファミコン版のBGM
    - スタート音楽
    - ゲーム中BGM（ワルトトイフェル　円舞曲“スケーターズ・ワルツ”より）
    - チェックポイント到着
    - ゲームオーバー
3. グラディウス・アレンジ・バージョン（作曲：東野美紀）
  - 国本佳宏によるリミックス。
4. ジャイラス（作曲：いのうえまさひろ）
  - クレジット
  - ゲームスタートBGM（ゲーム中BGM1・ベートーヴェン 交響曲第五番 ハ短調 作品67“運命” より）
  - ステージBGM（ゲーム中BGM2・バッハ “トッカータとフーガ” ニ短調 BMV565 より）
  - ステージクリア
  - ボーナスステージ
  - ランキング
5. ロックンロープ

### SIDE B
1. イー・アル・カンフー（作曲：東野美紀）
2. グラディウス（作曲：東野美紀）
3. プーヤン　
  - デモンストレーション中の音楽（アメリカ民謡“森のくまさん” より）
  - オオカミ降下BGM〜クリアBGM1（ユーモレスク (ドヴォルザーク)）
  - オオカミ上昇BGM〜クリアBGM2
  - ボーナスステージ
  - ゲームオーバー
  - ネームレジスト
4. タイムパイロット（作曲：いのうえまさひろ）
5. ツインビー・アレンジ・バージョン（作曲：福武茂・佐々木嘉則）
  - 国本佳宏によるリミックス。

## 使用音源
- グラディウス：PSG (AY-3-8910)×2・ボイスチップ (VLM5030)・コナミカスタムチップ (005289)[2]
- ツインビー：PSG×2・ボイスチップ・コナミカスタムチップ
- けっきょく南極大冒険：ファミコン音源 (PSG×3・ノイズ)
- ジャイラス：PSG×5・SOUND 01
- ロックンロープ：PSG×2
- イー・アル・カンフー：PSG×1・ボイスチップ
- プーヤン：PSG×2
- タイムパイロット：PSG×2

## クレジット
- Original Music Produced by Shigeru Fukutake for Konami Co.Ltd.
- Recorded at LDK Studio, ALFA Studio"A"1986
- Engineered by Yasuhiko Terada
- Assistant Yasutaka Honda
- A-3,B-5 Arranged & Played by Yoshihiro Kunimoto
- Cover Designed by Toshinao Tsukui
- Special Thanks to Yasuhiro Kumagai, Jun Nagayama, Yasuhiro Ohhori, Mariko Kunimoto

### 復刻版
- Produced by YOSHIHIRO OHNO (SCITRON&ART INC.)
- Directed by TAKAHIRO "T.J!" YAGI (SCITRON&ART INC.)
- Composed by KONAMI SOUND STAFF, MIKI HIGASHINO (MIKI-CHANG):「グラディウス」「イー・アル・カンフー」
- Recording Engineered by YOSHITOMO NOGAWA (SCITRON&ART INC.)
- Remastered by YOSHITOMO NOGAWA
- Designed by NADA (SCITRON&ART INC.)
- Promoted by KATSUNORI TAKAHASHI, TSUYOSHI TONOSAKI (SCITRON&ART INC.)
- BIG THANKS to TAKAHARU IKEDA, TAKAYUKI OGURA, KAZUNORI OKIDO (KONAMI MUSIC ENTERTAINMENT), OTAYAN, AEX-RYU, KOHJI KENJYO (NOISE/Marigul), AKIRA YAMASHITA (STUDIO BENT STUFF)
  - &ALL GAME MUSIC FREAKS
- Executive Produced by KAZUSUKE OBI (SCITRON&ART INC.)